# Celtis tupalangi
Celtis tupalangi är en hampväxtart som beskrevs av I.T. Vassilczenko. Celtis tupalangi ingår i släktet Celtis och familjen hampväxter. Inga underarter finns listade i Catalogue of Life.